# Diaphorus tadzhikorum
Diaphorus tadzhikorum är en tvåvingeart som beskrevs av Negrobov och Grichanov 2005. Diaphorus tadzhikorum ingår i släktet Diaphorus och familjen styltflugor. Inga underarter finns listade i Catalogue of Life.